# متمم بیست و یکم قانون اساسی ایالات متحده آمریکا

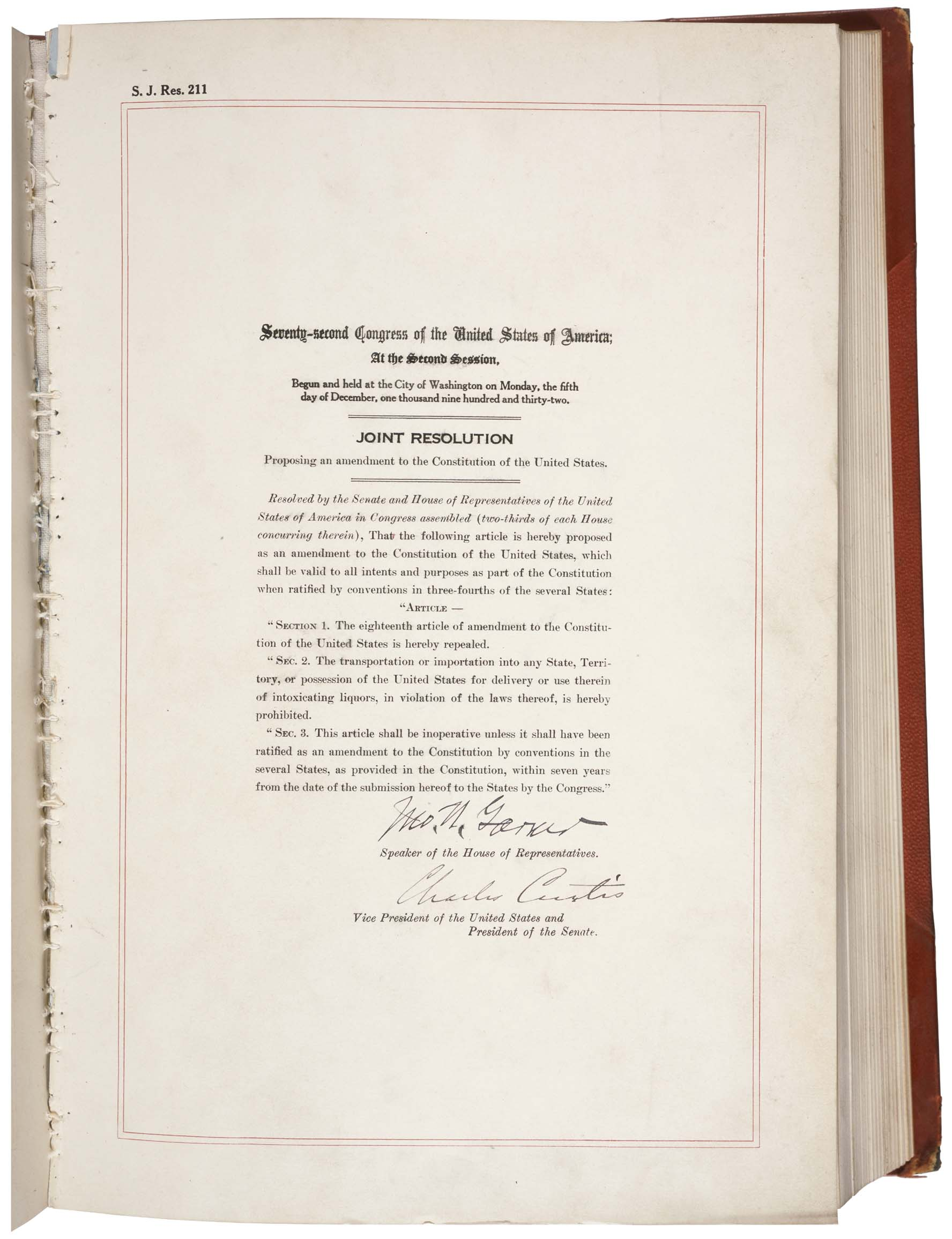

اصلاحیه بیست و یکم قانون اساسی ایالات متحده (به انگلیسی: Twenty-first Amendment to the United States Constitution) مصوبه دسامبر ۵ سال ۱۹۳۳ کنگره آمریکا، از قوانین مهم آمریکا است.
این اصلاحیه، اصلاحیه هجدهم را معکوس نمود.
این متمم فروش و استفاده مشروبات الکلی را آزاد اعلام می‌کرد.